# Willie Norwood
Willie Norwood (* 15. September 1955 in Carson, Kalifornien, Vereinigte Staaten als Willie Raymond Norwood, Sr.) ist ein US-amerikanischer Gospel-Sänger  und Vocalcoach.

## Lebenslauf
Willie Norwood begann bereits in den frühen 1970ern als Musiker zu arbeiten. So war er der Leadsänger der Gruppe „The Composers“. Die Band, mit der er nach Hollywood, Los Angeles gezogen war, war als Vorgruppe von unter anderem Chaka Khan, Rufus und Lou Rawls tätig und genoss regionale Popularität. Ende der 70er zog er mit seiner Frau Sonja Bates-Norwood, da diese mit Tochter Brandy Norwood schwanger wurde. Zwei Jahre später folgte das zweite Kind William Raymond Norwood, Jr. Ihnen gab er bereits in früher Kindheit Gesangsunterricht. Anfang der 1990er gelang seinen beiden Kindern der Durchbruch als Sänger und Schauspieler und auch Norwoods Karriere erhielt dadurch einen Schub. So war er 1997 Vocal Consultant von Janet Jacksons Album The Velvet Rope und erhielt 2001 seinen ersten Solovertrag bei der Plattenfirma Atlantic Records und veröffentlichte sein Debütalbum Bout It, welches unter anderem Kollaborationen mit den Familienmitgliedern Brandy und Ray J sowie mit Sänger Billy Preston enthält. Das Album wurde für einen Gospel Music Association Dove Award nominiert. Zudem erreichte der Longplayer Platz 13 der Billboard Gospel Charts. 2006 folgte seine zweite CD I Believe unter dem Label Knockout Entertainment. Das Album hatte keinen erwähnenswerten Erfolg. Aktuell arbeitet er als Vocal Coach und Gesanglehrer; auch als der seiner Kinder Ray J und Brandy.

## Diskografie
- Bout It (2001)
- I Believe (2006)

## Filmografie
- Brandy: Special Delivery (2002)
- For the Love of Ray J (2009)
- Brandy & Ray J: A Family Business (2010)